# Židovský hřbitov v Širokých Třebčicích
Židovský hřbitov v Širokých Třebčicích se nachází asi kilometr východně od vesnice Široké Třebčice, uprostřed polí, severně od Třebčického potoka. Založen byl údajně v 15. století, doložen je však až od 18. století. Areál hřbitova je dosti členitý a jeho rozloha čítá 2195 m2. Dochovalo se na 100 náhrobních kamenů, z nichž řada je barokních a klasicistních (moderní byly odvezeny nacisty). Pohřby se zde konaly až do druhé světové války, během níž byl hřbitov poničen. Obdobný osud jej potkal i za minulého režimu.